# جون جودفري (سياسي أمريكي)
جون تي جودفري دبلوماسي أمريكي ومستشار للسياسة الخارجية، والقائم بأعمال منسق مكافحة الإرهاب. وهو المرشح لشغل منصب سفير الولايات المتحدة في السودان.

## تعليمه
حصل جون جودفري على بكالوريوس الآداب في العلوم السياسية من جامعة كاليفورنيا في لوس أنجلوس ودرجة الماجستير في دراسات الشرق الأوسط وشمال إفريقيا من جامعة ميتشيغان.

## الحياة العملية
بدأ جودفري حياته المهنية كمساعد وزير الخارجية لشؤون الشرق الأدنى. ومن ثم شغل منصب المسؤول السياسي والاقتصادي في مدينة عشق آباد ومسؤول سياسي في دمشق. من عام 2007 إلى عام 2009، عمل مستشارًا سياسيًا واقتصاديًا في سفارة الولايات المتحدة في طرابلس. في عامي 2009 و 2010، شغل منصب نائب المستشار السياسي للشؤون الشمالية في سفارة الولايات المتحدة في بغداد. وبعد أن عمل مستشارًا للحد من التسلح في مكتب الأمم المتحدة في فيينا، كان رئيسًا لموظفي نائب وزير الخارجية ويليام ج. بيرنز. خدم في وقت لاحق في السفارة الأمريكية في الرياض. منذ يناير 2021 ، عمل جودفري كمنسق بالنيابة لمكافحة الإرهاب.

### سفير السودان
في 26 يناير 2022، رشح الرئيس جو بايدن جودفري ليكون سفيرا في السودان. إذا تم تأكيده، فسيكون جودفري أول دبلوماسي يعمل في منصب دائم هناك منذ تيموثي م.كارني في عام 1996.
في 24 أغسطس 2022 وصل السفير غودفري إلى الخرطوم حيث اعلنت السفارة الأمريكية في بيان لها عن وصوله (ليعمل بصفته ممثلاً بارزًا للحكومة الأمريكية على تعزيز العلاقات بين الشعبين الأمريكي والسوداني ودعم تطلعاتهم إلى الحرية والسلام والعدالة والانتقال الديمقراطي. كما أنه يتطلع إلى النهوض بالأولويات المتعلقة بالسلام والأمن والتنمية الاقتصادية والأمن الغذائي”.